# Heloderma exasperatum
Heloderma exasperatum — вид плазунів з родини варанових.

## Морфологічна характеристика
Heloderma exasperatum має вигляд великої та приземкуватої ящірки, яка може досягати загальної довжини від 60 до 90 см з вагою до 4 кг. Самці трохи більші та важчі за самок. Тіло циліндричне, голова широка і плоска. Шкіра вкрита дрібними лусочками, під якими, особливо на спині, знаходяться деякі шкірні кістки — остеодерми, які в ділянці голови зливаються з кістками черепа. Наявність остеодерми надає шкірі типового грубого вигляду, що пояснюється походженням латинської назви Heloderma, що походить від грецького helos (ἧλος) «ніготь або бородавка» і derma (δέρμα) «шкіра».

## Середовище проживання
Цей вид є ендемічним для Мексики, де він зустрічається від передгір’їв Західної Сьєрра-Мадре до північної частини Сіналоа та крайнього заходу Чихуахуа. Його поширення майже відповідає сезонному сухому тропічному лісу, який досягає своєї північної межі в цьому регіоні, як правило, на нижчих висотах, але він також був зареєстрований у сосново-дубовому лісі на висоті 1400 м над рівнем моря в одному місці в Сонора.
Цю водяну ящірку зазвичай бачать, коли вона гріється на скелях, колодах, деревах і гілках, що нависають над річками, болотами та лагунами. 

## Спосіб життя
Як і H. horridum, він напівдеревний і найчастіше зустрічається після літнього дощу. Велику частину життя проводить в укриттях. Укриття — це, як правило, покинуті нори глибиною 1-2 м на схилах або в лісовій підстилці, але цей вид також ховається на деревах. Тварини переміщуються між притулками під час свого поверхнево-активного періоду, і на місці дослідження цих авторів залишалися активними понад вісім місяців з початку квітня до середини листопада з температурою активності між 22,6–36 °C. Дієта складається з яєць рептилій, а також яєць і пташенят птахів. Також повідомлялося про живлення гніздовими ссавцями та проковтування личинок жуків довжиною 20–30 мм. Було встановлено, що ареали проживання п’яти особин H. horridum становлять у середньому 21,6 га із значним перекриттям. Бої самців та спаровування відбуваються восени (вересень-жовтень), кладки з 2–10 яєць відкладаються між жовтнем і груднем, а малята з'являються в липні з початком літніх дощів.

## Використання
H. exasperatum зустрічаються в незаконній торгівлі домашніми тваринами як на місцевому, так і на міжнародному рівнях, особливо в Японії, Європі та США.

## Загрози й охорона
Хоча отруєння людини надзвичайно рідкісне, H. exasperatum отруйні і часто піддаються переслідуванню з боку місцевих жителів. Сезонно сухі ліси, в яких зустрічається вид, є найбільш загрозливим біомом у Мезоамериці, головними причинами яких є вирубка лісів для сільського господарства, розведення великої рогатої худоби та зростання населення. Ці наслідки посилюються пожежами та посухами, а прогнозні моделі наслідків зміни клімату в цьому регіоні свідчать про те, що довготривале збереження сезонно сухих лісів малоймовірно. Попри широкий ареал цього виду, кількість придатних сухих лісів у ньому обмежена. Смертність на дорогах вважається все більшою загрозою для цього виду. Дуже мало сезонних сухих тропічних лісів у Мексиці охороняються. Цей вид занесено до Додатку II CITES.